# Rhopalomyia tumidicaulis
Rhopalomyia tumidicaulis är en tvåvingeart som beskrevs av Gagne 1983. Rhopalomyia tumidicaulis ingår i släktet Rhopalomyia och familjen gallmyggor.
Artens utbredningsområde är Idaho. Inga underarter finns listade i Catalogue of Life.